# 毛利菊枝
毛利 菊枝（もうり きくえ、1903年11月3日 - 2001年8月20日）は、日本の女優。本名は森 キク（旧姓：小林）。夫は美術史家の森暢。
杉村春子、山本安英らと同世代の新劇女優であり、岸田國士に師事。幾つかの劇団を経て、京都市に劇団くるみ座を創設し、長く代表をつとめた。戦後は映画やテレビドラマにも多く出演し、老け役で活躍した。

## 略歴・人物
1903年（明治36年）11月3日（火曜日）、群馬県利根郡沼田町（現沼田市）に生まれる。群馬県立高崎高等女学校（現群馬県立高崎女子高等学校）中退。
1925年（大正14年）、岸田国士主宰の新劇研究所に第1期生として入る。1929年（昭和4年）、喜劇座の旗揚げ公演『御意に任せて』で初舞台を踏む。1932年（昭和7年）に友田恭助・田村秋子夫妻の築地座に参加するが、1934年（昭和9年）に木崎豊、清川玉枝、龍岡晋らと脱退して京都で創作座を旗揚げした。1937年（昭和12年）に同座を退団。1940年（昭和15年）に宇野重吉、中江良介、信欣三、北林谷栄らと瑞穂劇団に参加した。
1946年（昭和21年）、京都で毛利菊枝演劇研究所を発足させ、1948年（昭和23年）に劇団くるみ座と改称した。門下生には俳優の栗塚旭、北村英三、多賀勝一、沼田曜一、劇作家の山崎正和らがおり、京都の新劇の劇団の中では最古で、劇団民芸、文学座、俳優座と並ぶ古い歴史を持つ劇団となった。舞台の代表作に『肝っ玉おっ母とその子どもたち』（くるみ座）があり、この演技で毎日演劇賞を受賞している。
映画では、1937年の『からゆきさん』（木村荘十二監督）が初出演作となり、およそ100本の作品に出演。
テレビドラマでは『信子とおばあちゃん』に主人公・信子の祖母（佳年おばあちゃん）役などで出演。
老け役の名手として活躍した。
2001年（平成13年）8月20日、肺炎のため静岡市内の病院で死去。享年97。

## 受賞・栄典
- 1954年：毎日演劇賞（『肝っ玉おっ母とその子供たち』の演技で）
- 1960年
  - 京都新聞文化賞
  - 大阪府民劇場賞
- 1975年：京都市文化功労者
- 1980年：勲四等瑞宝章
- 1983年：第1回京都府文化賞功労賞
- 1984年：第8回山路ふみ子映画功労賞

## 出演作品

### 映画
- からゆきさん（1937年、入江ぷろだくしょん） - からゆきさん
- 女優須磨子の恋（1947年、松竹） - 島村いち子
- 好色五人女（1948年、大映） - お喜乃
- 夜の女たち（1948年、松竹） - 古着屋の女将
- 女の一生（1949年、東宝） - 木村たき
- フランチェスカの鐘（1949年、松竹） - 棚橋文子
- 千石纒（1950年、東横映画） - お米
- エデンの海（1950年、綜芸プロ） - 吉田先生
- 金田一耕助シリーズ（東映）
  - 八ツ墓村（1951年） - 田治見小竹
  - 悪魔が来りて笛を吹く（1954年） - 信乃
- 大江戸五人男（1951年、松竹） - 老母お岸
- 西鶴一代女（1952年、新東宝） - 老尼妙海
- あの手この手（1952年、大映） - アコの祖母
- 雨月物語（1953年、大映） - 右近
- 欲望（1953年、大映） - 生神様
- 祇園囃子（1953年、大映） - 女紅場の教師
- 東京マダムと大阪夫人（1953年、松竹） - 大阪のおばあちゃん
- 怪談佐賀屋敷（1953年、大映） - お政の方
- 地獄門（1953年、大映） - 佐和
- 女の園（1954年、松竹） - 学長
- 忠臣蔵 花の巻・雪の巻（1954年、松竹）- わか
- 真実一路（1954年、松竹） - 河村うめ
- 山椒大夫（1954年、大映） - 巫女
- 右門捕物帖 妖鬼屋敷（1954年、宝塚映画） - 光月院
- 新諸国物語 紅孔雀全五部作（1954年 - 1955年、東映） - 黒刀自
- たけくらべ（1955年、新芸術プロ） - お富
- 青銅の基督（1955年、松竹） - つる
- 赤穂浪士 天の巻・地の巻（1956年、東映） - 宗徧の妻
- 逆襲獄門砦（1956年、東映） - ふく
- 朱雀門（1957年、大映） - 本寿院
- 暴れん坊街道（1957年、東映） - おこう
- 源氏物語 浮舟（1957年、大映） - 乳母衛門
- 夜の鼓（1958年、現代ぷろ） - 祖母菊
- 第五福竜丸（1959年、近代映画協会） - 久保山きぬ
- 紅顔の密使（1959年、東映） - 柴木
- 二等兵物語 万事要領の巻（1959年、松竹） - さよ子
- ぼんち（1960年、大映） - きの
- 安珍と清姫（1960年、大映） - 渚
- 武器なき斗い（1960年、大東映画） - 滝井のおばさん
- 江戸っ子繁昌記（1961年、東映） - 菅乃
- 天草四郎時貞（1962年、東映） - 天草四郎の母・マルタ
- 雪之丞変化（1963年、大映） - お三婆
- 死闘の伝説（1963年、松竹） - 園部梅乃
- 風の視線（1963年、松竹） - 竜崎聰子
- われ一粒の麦なれど（1964年、東京映画） - 根本の母
- 仇討（1964年、東映） - とめ
- 明治侠客伝 三代目襲名（1965年、東映） - 江本ひさ
- 六條ゆきやま紬（1965年、東京映画） - 六條美乃
- 刺青（1966年、大映） - 新助の母
- 強虫女と弱虫男（1968年、近代映画協会） - 百姓の婆さん
- 沈黙 SILENCE（1971年、表現社） - 老婆
- あゝ決戦航空隊（1974年、東映） - 易妻
- 夜明けの旗 松本治一郎伝（1976年、東映） - 松本ちよ
- 赤穂城断絶（1978年、東映） - 大高貞
- 地獄（1979年、東映） - 懸衣嫗
- ちゃんばらグラフィティー 斬る!（1981年、東映）

### テレビドラマ
- お好み日曜座 / おばあさん（1959年、NHK総合） - おばあさん
- サンヨーテレビ劇場 / 羅生門（1959年、KR）
- 部長刑事 第48話「盆おどりの夜」（1959年、OTV）
- 現代人間模様 第19・20話「城 修復技師」（1959年、NHK総合）
- 東芝日曜劇場（TBS）
  - 第204話「穴」（1960年）
  - 第804話「寒椿」（1972年）
  - 第924話「風前の灯」（1974年）
  - 第1001話「二人の息子」（1976年）
  - 第1136話「京おんな・恋のおくり火」（1978年）
- 女の園（NHK総合）
  - 第32話「その歳月」（1962年）
  - 第58話「姥の門出」（1962年）
- 創作劇場 / 闖入者（1963年、NHK教育） - C・老婆
- 嫁ぐ日まで 第17話「つゆ」（1963年、フジテレビ）
- テレビ指定席 / 恐山宿坊（1964年、NHK総合）
- 風雪（NHK総合）
  - 炎の女（1964年） - 英の母
  - 活動大写真（1965年） - 牧野やな
- 素浪人 月影兵庫 第1シリーズ 第17話「真赤な花が咲いていた」（1966年、NET） - 多門
- 剣 第5話「蝉時雨」（1967年、日本テレビ） - きくの母
- 大河ドラマ（NHK総合）
  - 竜馬がゆく（1968年） - お竜の母
- 連続テレビ小説（NHK総合）
  - 信子とおばあちゃん（1969年 - 1970年） - 小宮山佳年（かねおばあちゃん） 役
  - よーいドン（1982年 - 1983年） - 八洲弥生 役
- 徳川おんな絵巻 第13話「白鷺城の若き獅子」・第14話「永遠の初夜」（1970年、KTV） - 光月院
- 銀河ドラマ（NHK総合）
  - 影の顔（1970年） - 老女中・お糸
- 水戸黄門（TBS・C.A.L）
  - 第2部 第24話「悪い奴ら・宮津」（1971年） - 桔梗屋
  - 第3部 第20話「帰って来た男・土佐」（1972年）
  - 第4部 第12話「なまはげ様のお通りだ!・秋田」（1973年） - さき
  - 第5部
    - 第8話「一寸の虫にも五分の魂・金沢」（1974年） - 森かね
    - 第24話「二人の御老公・佐賀」（1974年） - 農家の婆さん

  - 第7部
    - 第19話「最上紅花恋の唄・米沢」（1976年） - とめ
    - 第30話「おふくろさまは山びこ・上田」（1976年）- おかの

  - 第8部 第22話「海鳴り龍王岬・高知」（1977年） - おさき
- 影同心II 第15話「尼と男の冬の宿」（1976年、毎日放送 / 東映） - 老庵主
- 遠山の金さん 第38話「消えた姫君を追え‼」(1976年、NET)  -たか
- 横溝正史シリーズII / 八つ墓村（1978年、毎日放送） - 田治見小竹
- 赤穂浪士（1979年、テレビ朝日） - 高木くめ
- 大岡越前 第6部 第11話「江戸っ子駕籠」（1982年、TBS・C.A.L） - おとき